# Csoport (pszichológia)
A pszichológiában csoportnak nevezzük az (összetartozó)  személyekből kialakult együtteseket. A legkisebb csoport a pár. A csoportra az jellemző, hogy tagjai között szimbolikus vagy gyakorlati értelemben vett kölcsönös függőség alakult ki. A kölcsönös függőség annak során alakul ki, hogy a csoport tagjainak bizonyos szükségletei individuálisan (egyedül) nem elégíthetők ki.
Pszichológiai értelemben azok a személyek képeznek csoportot, akik egymás viselkedését kölcsönösen, pszichodinamikailag szabályozzák. Ez annyit tesz, hogy egy csoporttag cselekedetei – amelyet mások magatartása is irányít – minden más csoporttag viselkedését befolyásolják.
Ilyen (elsődleges) csoportnak szokás tekinteni a családot, a munkahelyi kollektívákat, az iskolai osztályt, általában azokat, akik egymást közelebbről ismerik és akikkel való kapcsolatot vagy viszonyt számontartják, figyelembe veszik és ápolják.

## Csoportdinamika
A csoportdinamika a csoportban folyó, a csoportban megfigyelhető eseményekkel, pszichés történésekkel és jelenségekkel foglalkozó ismeretkör. Ilyen történések a tranzakciók (l. tranzakcióelemzés) a szerepek, játszmák és élethosszig tartó sors/viselkedés vállalások stb.) a vezetőképződés, a bűnbakképzés, a csoportlégkör, és a csoport összetartásának és széthúzásának az alakulása.
A csoportdinamika egyik legismertebb iskolájának megteremtője Kurt Lewin a csoportot a legfontosabb társadalmi szervezetként tekinti, ahol az igazán lényeges döntések vagy nagy dolgok eldőlnek. Ezért fontosnak tartotta az ott érvényesülő viselkedésmódosító technikák tanulmányozását és alkalmazását.

## Csoportkohézió
A csoporttagok közti összetartó erő neve, amely nő, ha a tagok egymással szoros vagy élénk kapcsolatot tartanak, amelynek hatására viszont csökkennek a más csoportokkal vagy az un. külvilággal ápolt kapcsolatok. A csoportkohézió hatására az egyénben csoport-hovatartozási érzés alakul ki, és más személyt, személyeket és velük kapcsolatosan minden egyebet a csoport (érdekeinek, normáinak stb.)  függvényében észlel, gondol vagy cselekszik, ameddig a csoport ezt a viselkedést honorálja.

## Csoportlégkör
A csoportban értékek és normák vannak használatban, vagy érték- és normarendszer uralkodik. Ezek megtartását a csoport támogatja. Az attitűdök, a közös tevékenység értelme vagy sikertelensége, illetve minden, ami a csoportban történik vagy arra hat, a csoportot sajátos motivációs (például feszült, oldott, pesszimista, optimista, önző, szerető, szorongásos, felszabadult, nyomott, vidám, anyagias, erotikus, áhítatos, nyugodt, túlfűtött stb.) állapotba hozza. A csoportlégkör kialakulásában nagy szerepe van a vezetői vagy vezetési stílusnak. A csoportlégkör meghatározza a tagok pszichés közérzetét, aki (abban fürdik vagy fuldoklik), munkáját, teljesítményét fokozza, viselkedését szabályozza.

## Csoportnyomás
A csoportdinamikai történések (a csoport strukturálódása, a tagok helyzetének kialakítása) a felszínen a csoport érték- és normarendszere alapján történik. A tagok személyes észlelését és vélekedését az együttes csoport állásfoglalás révén befolyásolja, elnyomja vagy kibontakoztatja, esetleg eltorzítja. Az ilyen fokú alkalmazkodás a csoportszellem kialakítása jegyében történik, amelynek lényege a csoporttal való közösség átérzése és a csoport iránti hűség érzése, a csoport külvilággal keletkező konfliktusai során is. Ha ugyanis ez az alkalmazkodás elmarad, a tag csoporttagsága kerül veszélybe.

## Csoportszerkezet
A tartósan fennálló, együttes tevékenységet végző csoport (Megj.: a legkisebb csoport a pár, az önként együtt végzett tevékenység pedig a barátság definíciója) a szervezetekre (élő organizmusokra) jellemző fejlődést mutatja. A tagok kezdetben tagolatlan tevékenysége szerepekké differenciálódik, kapcsolatok szerveződnek és funkciók születnek. Az így kialakuló nem hivatalos csoportszerkezet eltérhet az eleve funkcionális feladatok és hatalmi hatáskörök meghatározásai körül szervezett hivatalos (formális) csoportok szerkezetétől és annak működését erősítheti vagy gyengítheti.
Bizonyos csoporttagságok erkölcsi vagy jogi alapon kizárják a más csoportokhoz való egyidejű tartozást. A csoportban vezető, képviseleti pozíciók alakulnak ki, amelyek megszerzéséért alkalomadtán harc is folyhat a vezető és egyes tagok között. A vezető ezeket a konfliktusokat kihívásként éli meg, és úgy válik mások által is elismerten vezetővé, ha ezeket a támadásokat elfogadható módon és eredményesen tudja kezelni vagy visszaverni. Ahol a formális vezető és az informális vezető személye nem esik egybe, ott valószínűleg parancsuralmi rendszer alakul ki, és a hivatalos pozícióból fakadó hatalom vagy tekintély megőrzése fontosabbá válik, mint a hatékony (a többiek viselkedését legjobban befolyásoló) „természetes” vezető kiválasztása, helyzetbe hozása.